# Martin Dülfer

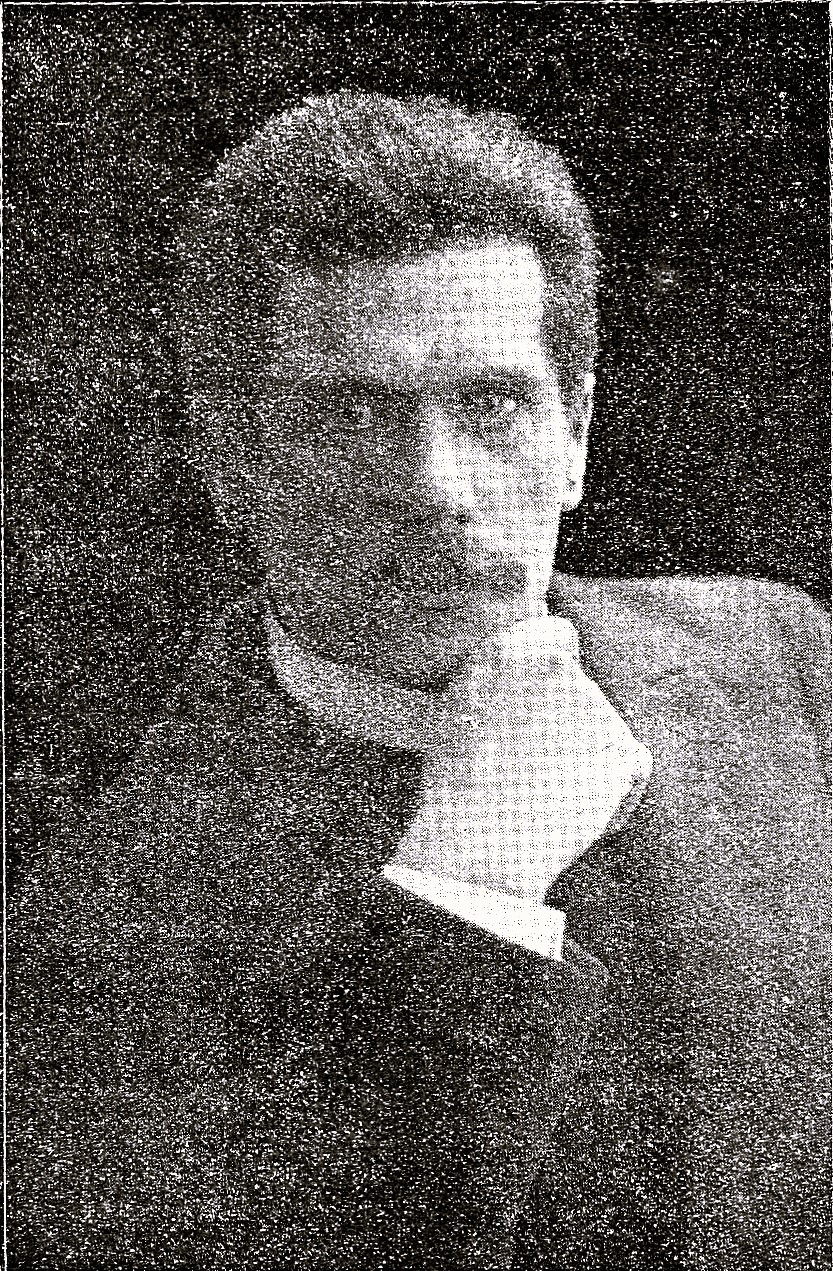
Professor Martin Dülfer från Dresden (1908)

Martin Dülfer, född 1 januari 1859 i Breslau, död 21 december 1942 i Dresden, var en tysk arkitekt.
Han studerade i Hannover, Stuttgart och München. Han ritade först i en tidstypisk nybarock stil men gick senare över till jugend och i hans senaste verk nyklassisk stil. Han gjorde sig känd som teaterarkitekt med teatrar uppförda i Meran, Dortmund, Lübeck, Osnabrück, Duisburg och Sofia. Han uppförde även andra byggnader som bostäder och kontorsbyggnader.